# Llista d'estacions d'aforament de Catalunya
Aquest és el llistat d'estacions d'aforament en desús i actuals de conques internes de Catalunya

## Conques internes de Catalunya
A les conques internes de Catalunya les estacions són:

### Conca de laMuga
| Nom                 | Codi  | Coordenades                                                | Àrea drenant | Cabal mitjà            | Cabal màxim            | Imatge |
| ------------------- | ----- | ---------------------------------------------------------- | ------------ | ---------------------- | ---------------------- | ------ |
| Boadella            | EA012 | 42° 19′ 50″ N, 2° 51′ 29″ E / 42.330619789°N,2.858070403°E | 179km²       | 2,38m³/s (1911 a 1990) | 215m³/s (22 nov. 1961) |        |
| Castelló d'Empúries | EA052 | 42° 15′ 28″ N, 3° 04′ 09″ E / 42.257735202°N,3.069187137°E | 761km²       | 2,85m³/s (1972 a 1990) | 950m³/s (12 feb. 1982) |        |

### Conca delFluvià

#### RiuFluvià
| Nom       | Codi  | Coordenades                                                | Àrea drenant | Cabal mitjà            | Cabal màxim            | Imatge |
| --------- | ----- | ---------------------------------------------------------- | ------------ | ---------------------- | ---------------------- | ------ |
| Olot      | EA013 | 42° 11′ 21″ N, 2° 30′ 13″ E / 42.189137569°N,2.503543786°E | 128km²       | 1,36m³/s (1912 a 1990) | 141m³/s (2 oct. 1919)  |        |
| Esponellà | EA016 | 42° 10′ 34″ N, 2° 48′ 19″ E / 42.176084698°N,2.805138903°E | 804km²       | 6,76m³/s (1912 a 1990) | 430m³/s (17 feb. 1982) |        |
| Garrigàs  | EA053 | 42° 09′ 28″ N, 2° 57′ 06″ E / 42.157776015°N,2.951661625°E | 909km²       | 7,66m³/s (1971 a 1990) | 625m³/s (17 feb. 1982) |        |

#### RiuSer
| Nom     | Codi  | Coordenades                                               | Àrea drenant | Cabal mitjà            | Cabal màxim           | Imatge |
| ------- | ----- | --------------------------------------------------------- | ------------ | ---------------------- | --------------------- | ------ |
| Serinyà | EA040 | 42° 10′ 15″ N, 2° 43′ 33″ E / 42.17096956°N,2.725852417°E | 113km²       | 1,44m³/s (1943 a 1989) | 306m³/s (4 abr. 1969) |        |

### Conca del Ter

#### RiuTer
Estació de Sant Joan de les Abadesses
Estació Central de Serradal
Estació de Ripoll
Estació de Saphil
Estació de Roda del Ter
Estació de Pasteral
Estació de Séquia Pardina
| Nom    | Codi  | Coordenades                                                | Àrea drenant | Cabal mitjà                           | Cabal màxim             | Imatge |
| ------ | ----- | ---------------------------------------------------------- | ------------ | ------------------------------------- | ----------------------- | ------ |
| Girona | EA010 | 41° 59′ 24″ N, 2° 49′ 08″ E / 41.990122128°N,2.818985354°E | 2.257km²     | 11,93m³/s (1912 a 1931 i 1986 a 1990) | 1.321m³/s (7 oct. 1919) |        |

Estació de Séquia Monar
Estació de Torroella

#### Riera deLlémena
| Nom                 | Codi  | Coordenades                                                | Àrea drenant | Cabal mitjà                          | Cabal màxim           | Imatge |
| ------------------- | ----- | ---------------------------------------------------------- | ------------ | ------------------------------------ | --------------------- | ------ |
| Ginestar de Llémena | EA009 | 42° 04′ 02″ N, 2° 37′ 42″ E / 42.067121361°N,2.628390395°E | 79km²        | 0,97m³/s (1912 a 1967 i 1973 a 1990) | 98m³/s (17 feb. 1982) |        |

#### RiuOnyar
Estació de Girona

#### RiuTerri
Estació de Banyoles

### Conca delRidaura
Estació de Santa Cristina d'Aro

### Conca de laTordera

#### RiuTordera
| Nom                | Codi  | Coordenades                                                | Àrea drenant | Cabal mitjà            | Cabal màxim            | Imatge |
| ------------------ | ----- | ---------------------------------------------------------- | ------------ | ---------------------- | ---------------------- | ------ |
| Llavina (Montseny) | EA026 | 41° 45′ 09″ N, 2° 23′ 52″ E / 41.752528141°N,2.397702212°E | 48km²        | 0,66m³/s (1952 a 1990) | 48m³/s (7 gen. 1977)   |        |
| Sant Celoni        | EA015 | 41° 40′ 49″ N, 2° 29′ 19″ E / 41.680281544°N,2.488726349°E | 125km²       | 0,80m³/s (1923 a 1990) | 85m³/s (20 set. 1971)  |        |
| Can Serra          | EA062 | 41° 42′ 59″ N, 2° 42′ 31″ E / 41.716266202°N,2.708674635°E | 802km²       | 5,65m³/s (1967 a 1987) | 600m³/s (17 feb. 1982) |        |

#### Riera d'Arbúcies
Estació d'Hostalric
Estació del canal d'Arbúcies

#### Riera de Santa Coloma
Estació de Fogars de Tordera

### Conca delBesòs
EA Santa Coloma de Gramenet: https://www.wikidata.org/wiki/Q52261784

#### Riera d'Avencó
Estació d'Aiguafreda

#### RiuCongost
EA la Garriga: https://www.wikidata.org/wiki/Q52278562

#### RiuMogent
EA Montornès del Vallès: https://www.wikidata.org/wiki/Q52278244

#### Riera deTenes
Estació de Parets del Vallès

#### Riera de Caldes
Estació de la Florida

#### Riu Ripoll
EA Montcada i Reixac: https://www.wikidata.org/wiki/Q52276712

### Conca delLlobregat

#### RiuLlobregat
Estació de la Pobla de Lillet
Estació de Guardiola de Berguedà
Estació del canal de Berga
Estació d'Olvan
Estació de Sallent
Estació del Pont de Vilomara
Estació de central Boades
Estació de Castellbell i el Vilar
| Nom       | Codi  | Coordenades                                                | Àrea drenant | Cabal mitjà             | Cabal màxim              | Imatge |
| --------- | ----- | ---------------------------------------------------------- | ------------ | ----------------------- | ------------------------ | ------ |
| Martorell | EA005 | 41° 28′ 07″ N, 1° 56′ 53″ E / 41.468721741°N,1.948019329°E | 4.561km²     | 20,70m³/s (1912 a 1990) | 1.527m³/s (30 set. 1912) |        |

Estació del canal Sedó
Estació del canal de la Infanta
Estació de Sant Vicenç dels Horts
Estació del canal de la dreta
Estació de Sant Joan Despí

#### RieraGavarresa
Estació d'Artés

#### RiuCardener
Estació de la Coma i la Pedra
Estació d'Aigües Juntes
Estació d'Olius
| Nom     | Codi  | Coordenades                                                | Àrea drenant | Cabal mitjà            | Cabal màxim           | Imatge |
| ------- | ----- | ---------------------------------------------------------- | ------------ | ---------------------- | --------------------- | ------ |
| Cardona | EA001 | 41° 54′ 36″ N, 1° 41′ 32″ E / 41.910138655°N,1.692181166°E | 643km²       | 3,94m³/s (1912 a 1990) | 257m³/s (8 nov. 1982) |        |
| Manresa | EA002 | 41° 41′ 11″ N, 1° 50′ 14″ E / 41.686258102°N,1.837185575°E | 1.332km²     | 6,22m³/s (1912 a 1990) | 390m³/s (8 nov. 1982) |        |

Estació de Súria
Estació dels Casals

#### Riu de l'Aigua d'Ora
Estació de Navés

#### Riu Anoia
| Nom                  | Codi  | Coordenades                                                | Àrea drenant | Cabal mitjà                          | Cabal màxim            | Imatge |
| -------------------- | ----- | ---------------------------------------------------------- | ------------ | ------------------------------------ | ---------------------- | ------ |
| Jorba                | EA011 | 41° 35′ 03″ N, 1° 33′ 48″ E / 41.584177656°N,1.563456608°E | 217km²       | 0,45m³/s (1928 a 1984)               | 45m³/s (1 abr. 1942)   |        |
| Sant Sadurní d'Anoia | EA004 | 41° 26′ 36″ N, 1° 47′ 17″ E / 41.443458812°N,1.788019765°E | 726km²       | 2,29m³/s (1912 a 1931 i 1980 a 1990) | 381m³/s (17 ago. 1921) |        |

#### Riera de Carme
Estació de la Pobla de Claramunt

#### Riera de Mediona
Estació de Sant Quintí de Mediona
Estació del canal de Mediona

#### Riera de Rubí
Estació del Papiol
Estació de la riera de Rubí

### Conca delFoix
| Nom       | Codi  | Coordenades                                                | Àrea drenant | Cabal mitjà            | Cabal màxim          | Imatge |
| --------- | ----- | ---------------------------------------------------------- | ------------ | ---------------------- | -------------------- | ------ |
| Castellet | EA008 | 41° 15′ 58″ N, 1° 38′ 01″ E / 41.266086761°N,1.633720478°E | 279km²       | 0,28m³/s (1928 a 1990) | 63m³/s (7 maig 1970) |        |

### Conca delGaià
| Nom       | Codi  | Coordenades                                                | Àrea drenant | Cabal mitjà                          | Cabal màxim             | Imatge |
| --------- | ----- | ---------------------------------------------------------- | ------------ | ------------------------------------ | ----------------------- | ------ |
| Querol    | EA006 | 41° 25′ 54″ N, 1° 23′ 37″ E / 41.431803311°N,1.393734106°E | 123km²       | 0,37m³/s (1931 a 1986)               | 30m³/s (7 maig 1970)    |        |
| Vilabella | EA007 | 41° 14′ 22″ N, 1° 27′ 38″ E / 41.239583266°N,1.46064415°E  | 340km²       | 0,68m³/s (1931 a 1937 i 1980 a 1990) | 18,6m³/s (29 set. 1984) |        |

### Conca delFrancolí

#### RiuFrancolí
Estació de Montblanc
Estació de Canal del Francolí
Estació de la Riba
Estació de Tarragona

#### RiuBrugent
Estació de la Riba

### Conca deRiudecanyes
| Nom        | Codi  | Coordenades                                                | Àrea drenant | Cabal mitjà            | Cabal màxim          | Imatge |
| ---------- | ----- | ---------------------------------------------------------- | ------------ | ---------------------- | -------------------- | ------ |
| Duesaigües | EA014 | 41° 08′ 34″ N, 0° 56′ 12″ E / 41.142902247°N,0.936783333°E | 26km²        | 0,27m³/s (1931 a 1990) | 23m³/s (9 nov. 1967) |        |

### Conca delSiurana
Estació de Cornudella de Montsant
Estació del canal de Siurana